# El camí més llarg per tornar a casa
El camí més llarg per tornar a casa és una pel·lícula catalana dirigida per Sergi Pérez i estrenada el 2014. És el primer film del director i és protagonitzada per Borja Espinosa. Va guanyar el premi a la millor pel·lícula en llengua catalana en la VIII edició dels Premis Gaudí l'any 2016.

## Argument
Un matí el Joel troba l'Elvis, el gos de la dona, mig moribund i assedegat. Això l'obliga a sortir de casa, cosa que porta evitant des de fa temps. En deixar-se les claus dins, passa el dia intentant desesperadament tornar a casa, el seu refugi.

## Repartiment
- Borja Espinosa: Joel
- María Ribera
- Miki Esparbé
- Pol López
- Sara Espígul
- Mireia Gubianas

## Al voltant de la pel·lícula
La pel·lícula fou el debut del seu director Sergi Pérez que la va finançar amb els seus estalvis i aconseguint 13.000 euros a través de Verkami, així com una aportació del col·lectiu productora Niu d'Indi.

## Premis i nominacions

### Premis
- Gaudí a la millor pel·lícula
- Premi Sant Jordi de Cinematografia a la millor Opera prima
- VIII Edició del Festival Internacional de Cinema en Català
  - Millor llargmetratge.